# Prescottia rodeiensis
Prescottia rodeiensis är en orkidéart som beskrevs av João Barbosa Rodrigues. Prescottia rodeiensis ingår i släktet Prescottia och familjen orkidéer. Inga underarter finns listade i Catalogue of Life.